# Condado de Colchester
El Condado de Colchester es un condado ubicado en la provincia canadiense de Nueva Escocia. La sede es Truro.

## Historia
La denominación actual de Colchester se aplicó en 1780 en el distrito antes llamado "Cobequid", y se deriva de la ciudad de Colchester, en Essex. El antiguo nombre de Cobequid se deriva de la palabra micmac "Wagobagitk" que significa "la bahía funciona muy arriba", en referencia a la zona que rodea la entrada oriental de la cuenca minera, un cuerpo de agua llamado Cobequid Bay.

## Demografía
En 2011, el condado de Colchester tenía una población de 50.968 habitantes.